# Lijst van voetbalinterlands Bulgarije - Noorwegen
Deze lijst van voetbalinterlands is een overzicht van alle officiële voetbalwedstrijden tussen de nationale teams van Bulgarije en Noorwegen. De landen hebben tot op heden zestien keer tegen elkaar gespeeld. De eerste ontmoeting was een kwalificatiewedstrijd voor het Wereldkampioenschap voetbal 1958 in Oslo op 22 mei 1957. Het laatste duel, een groepswedstrijd tijdens de  UEFA Nations League 2018/19, vond plaats op 16 oktober 2018 in de Noorse hoofdstad.

## Wedstrijden
| №  | Plaats | Datum            | Competitie                  | Wedstrijd             | Uitslag |
| -- | ------ | ---------------- | --------------------------- | --------------------- | ------- |
| 1  | Oslo   | 22 mei 1957      | WK 1958 kwalificatie        | Noorwegen − Bulgarije | 1 − 2   |
| 2  | Sofia  | 3 november 1957  | WK 1958 kwalificatie        | Bulgarije − Noorwegen | 7 − 0   |
| 3  | Sofia  | 13 november 1966 | EK 1968 kwalificatie        | Bulgarije − Noorwegen | 4 − 2   |
| 4  | Oslo   | 26 juni 1967     | EK 1968 kwalificatie        | Noorwegen − Bulgarije | 0 − 0   |
| 5  | Sofia  | 15 november 1970 | EK 1972 kwalificatie        | Bulgarije − Noorwegen | 1 − 1   |
| 6  | Oslo   | 9 juni 1971      | EK 1972 kwalificatie        | Noorwegen − Bulgarije | 1 − 4   |
| 7  | Oslo   | 22 mei 1980      | Vriendschappelijk           | Noorwegen − Bulgarije | 1 − 0   |
| 8  | Pleven | 29 april 1981    | Vriendschappelijk           | Bulgarije − Noorwegen | 1 − 0   |
| 9  | Sofia  | 29 oktober 1982  | EK 1984 kwalificatie        | Bulgarije − Noorwegen | 2 − 2   |
| 10 | Oslo   | 7 september 1983 | EK 1984 kwalificatie        | Noorwegen − Bulgarije | 1 − 2   |
| 11 | Oslo   | 9 augustus 1988  | Vriendschappelijk           | Noorwegen − Bulgarije | 1 − 1   |
| 12 | Oslo   | 25 april 2001    | Vriendschappelijk           | Noorwegen − Bulgarije | 2 − 1   |
| 13 | Oslo   | 13 oktober 2014  | EK 2016 kwalificatie        | Noorwegen − Bulgarije | 2 − 1   |
| 14 | Sofia  | 3 september 2015 | EK 2016 kwalificatie        | Bulgarije – Noorwegen | 0 − 1   |
| 15 | Sofia  | 9 september 2018 | UEFA Nations League 2018/19 | Bulgarije – Noorwegen | 1 − 0   |
| 16 | Oslo   | 16 oktober 2018  | UEFA Nations League 2018/19 | Noorwegen – Bulgarije | 1 − 0   |

## Samenvatting
| Competitie          | Totaal gespeeld | Winst Bulgarije | Gelijk | Winst Noorwegen | Doelsaldo Bulgarije – Noorwegen |
| ------------------- | --------------- | --------------- | ------ | --------------- | ------------------------------- |
| WK-kwalificatie     | 2               | 2               | 0      | 0               | 9 − 1                           |
| EK-kwalificatie     | 8               | 3               | 3      | 2               | 13 − 8                          |
| UEFA Nations League | 2               | 1               | 0      | 1               | 1 − 1                           |
| Vriendschappelijk   | 4               | 1               | 1      | 2               | 3 − 4                           |
| Totaal              | 16              | 7               | 4      | 5               | 27 − 14                         |

Wedstrijden bepaald door strafschoppen worden, in lijn met de FIFA, als een gelijkspel gerekend.

## Details

### Eerste ontmoeting
| WK 1958 kwalificatie (Oslo, Noorwegen, 22 mei 1957):       |       |                                         |
| Noorwegen                                                  | 1 – 2 | Bulgarije                               |
| Harald Hennum 47' (pen.)                                   | goals | 38' Georgi Dimitrov 75' Georgi Dimitrov |
| - Debuut van Tore Halvorsen (Eik Tønsberg) voor Noorwegen. |       |                                         |

### Tweede ontmoeting
| WK 1958 kwalificatie (Sofia, Bulgarije, 3 november 1957):                                                                       |       |           |
| Bulgarije | 7 – 0 | Noorwegen |
| Hristo Iliev 6' Panayot Panayotov 29' Panayot Panayotov 32' Krum Yanev 59' Hristo Iliev 60' Hristo Iliev 74' Spiro Debarski 77' | goals |           |
| - Debuut van Ivan Derventski (Levski Sofia) voor Bulgarije.                                                                     |       |           |

### Elfde ontmoeting
| Vriendschappelijk (Oslo, Noorwegen, 9 augustus 1988):          |       |                      |
| Noorwegen                                                      | 1 – 1 | Bulgarije            |
| Gøran Sørloth 2'                                               | goals | 58' Hristo Stoichkov |
| - Debuut van Jahn Ivar Jakobsen (Rosenborg BK) voor Noorwegen. |       |                      |

### Twaalfde ontmoeting
| Vriendschappelijk (Oslo, Noorwegen, 25 april 2001):  |       |                    |
| Noorwegen                                            | 2 – 1 | Bulgarije          |
| Øyvind Leonhardsen 75' Øyvind Leonhardsen 76'        | goals | 1' Mariyan Hristov |
| - Debuut van Magne Hoseth (Molde FK) voor Noorwegen. |       |                    |

### Dertiende ontmoeting
| EK 2016 kwalificatie (scheidsrechter Olegário Benquerença, Oslo, 13 oktober 2014): |              | |
| Noorwegen | 2 – 1        | Bulgarije |
| Tarik Elyounoussi 13' Håvard Nielsen 72' | goals        | 43' Nikolaj Bodurov |
| Per-Mathias Høgmo | bondscoach   | Ljoeboslav Penev |
| Ørjan Nyland Vegard Forren Martin Linnes Alexander Tettey Per Ciljan Skjelbred Håvard Nordtveit Omar Elabdellaoui Mats Møller Dæhli 64' Tarik Elyounoussi 83' Joshua King 59' Stefan Johansen | opstellingen | Nikolaj Michajlov Apostol Popov Veselin Minev 69' Stanislav Manolev Nikolaj Bodurov Ivelin Popov Svetoslav Djakov 77' Georgi Iliev Aleksandar Tonev Georgi Milanov 56' Ventsislav Hristov |
| Håvard Nielsen 59' Martin Ødegaard 64' Jone Samuelsen 83' | wissels      | 56' Andrey Galabinov 69' Jordan Minev 77' Mihail Aleksandrov |
| Tarik Elyounoussi 59' Stefan Johansen 90+2' | gele kaarten | 87' Veselin Minev 88' Ivelin Popov 90+2' Jordan Minev |

### Veertiende ontmoeting
| EK 2016 kwalificatie (scheidsrechter Bas Nijhuis, Sofia, 3 september 2015): |              | |
| Bulgarije | 0 – 1        | Noorwegen |
| | goals        | 57' Vegard Forren |
| Ivaylo Petev | bondscoach   | Per-Mathias Høgmo |
| Bozjidar Mitrev Aleksandar Aleksandrov Jordan Minev Stanislav Manolev 61' Nikolay Bodurov Ivan Bandalovski Ivelin Popov Svetoslav Djakov Georgi Milanov 78' Ivaylo Chochev Iliyan Mitsanski 68' | opstellingen | Ørjan Nyland Tom Høgli 75' Vegard Forren 65' Jone Samuelsen Alexander Tettey Even Hovland 87' Stefan Johansen Omar Elabdellaoui Markus Henriksen Jo Inge Berget Alexander Søderlund |
| Aleksandar Tonev 61' Dimitar Rangelov 68' Todor Nedelev 78' | wissels      | 65' Per Ciljan Skjelbred 75' Håvard Nordtveit 87' Stefan Strandberg |
| Ivelin Popov 45' Jordan Minev 89' | gele kaarten | 20' Tom Høgli 40' Alexander Tettey 89' Per Ciljan Skjelbred |